# Giovanni Cavalli

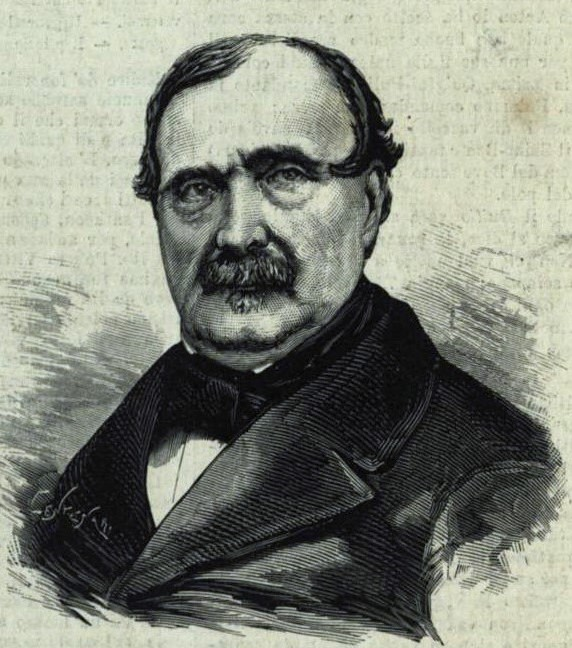
Giovanni Cavalli

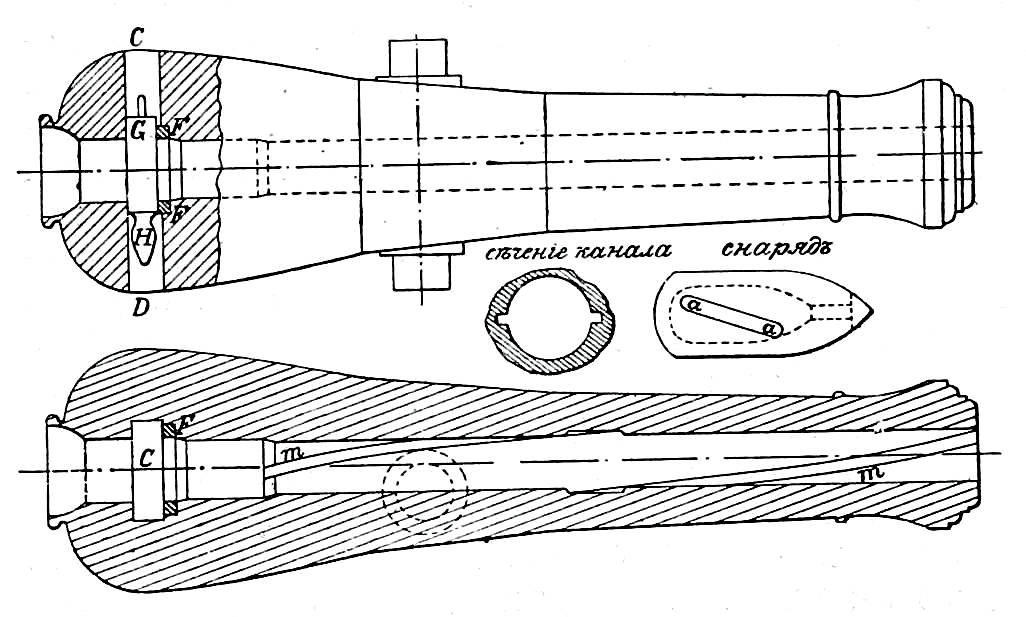

Giovanni Cavalli (* 23. Juli 1808 in Turin; † 23. Dezember 1879 ebenda) war ein italienischer Generalleutnant und Erfinder der gezogenen Hinterladergeschütze.

## Wirkungsbereich
Cavalli war von der piemontesischen Armee 1846 und 1847 nach Schweden abkommandiert, um den Guss eiserner Geschützrohre zu beaufsichtigen. Er wirkte in Åkers styckebruk und in Stafsjö, wo er Versuche mit von hinten zu ladenden gezogenen Geschützrohren anstellte. Die piemontesische Artillerie war die erste Streitmacht, die einige gezogene Hinterladergeschütze besaß. Sie wurden bei der Belagerung von Gaeta (1860/61) eingesetzt.
Cavalli wurde 1865 Kommandant der Militärakademie und 1869 Mitglied des Rates des Militärordens von Savoyen. Im Juli 1879 trat er in den Ruhestand.

## Werke
- Giovanni Cavalli: Mémoire sur les canons se chargeant par la culasse, sur les canons rayés etc. Paris 1849.
- Giovanni Cavalli: Aperçu sur les canons rayés se chargeant par la bouche et par la culasse, et sur les perfectionnements à apporter à l’art de la guerre en 1861. Turin 1862.
- Giovanni Cavalli: Mémoire sur les éclatements remarquables des canonsen Belgique, de 1857 à 1858, et ailleurs à cause des poudres brisantes. Turin 1868.